# Rozogi
Rozogi [rɔˈzɔɡi] (deutsch Friedrichshof) ist ein Dorf im Powiat Szczycieński der Woiwodschaft Ermland-Masuren in Polen. Es ist Sitz der gleichnamigen Landgemeinde mit 5497 Einwohnern (Stand 31. Dezember 2020).

## Geografische Lage
Der Ort liegt im Osten der masurischen Tiefebene am Ufer des – in ihrem Oberlauf „Rozoga“ (Rosogga) genannten – Narew-Nebenflusses Szkwa. Die Landschaft wird von weiten Kiefernwäldern der Johannisburger Heide und von landwirtschaftlichen Flächen bestimmt.

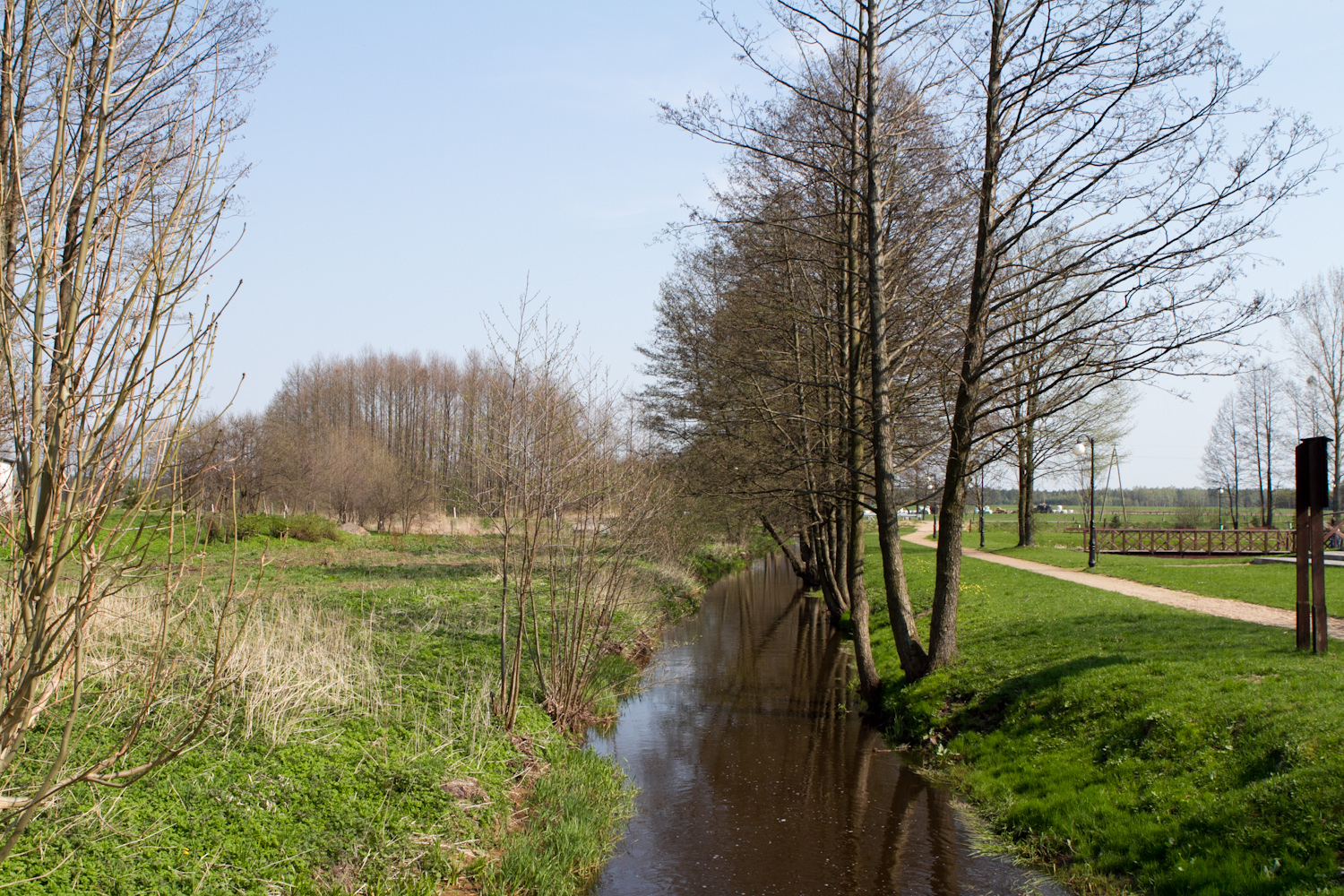
Das Flüsschen Szkwa in Rozogi

Die Kreisstadt Szczytno (Ortelsburg) ist 26 Kilometer, die Woiwodschaftshauptstadt Olsztyn (Allenstein) 74 Kilometer in nordwestlicher Richtung entfernt.

## Geschichte

### Ortsgeschichte

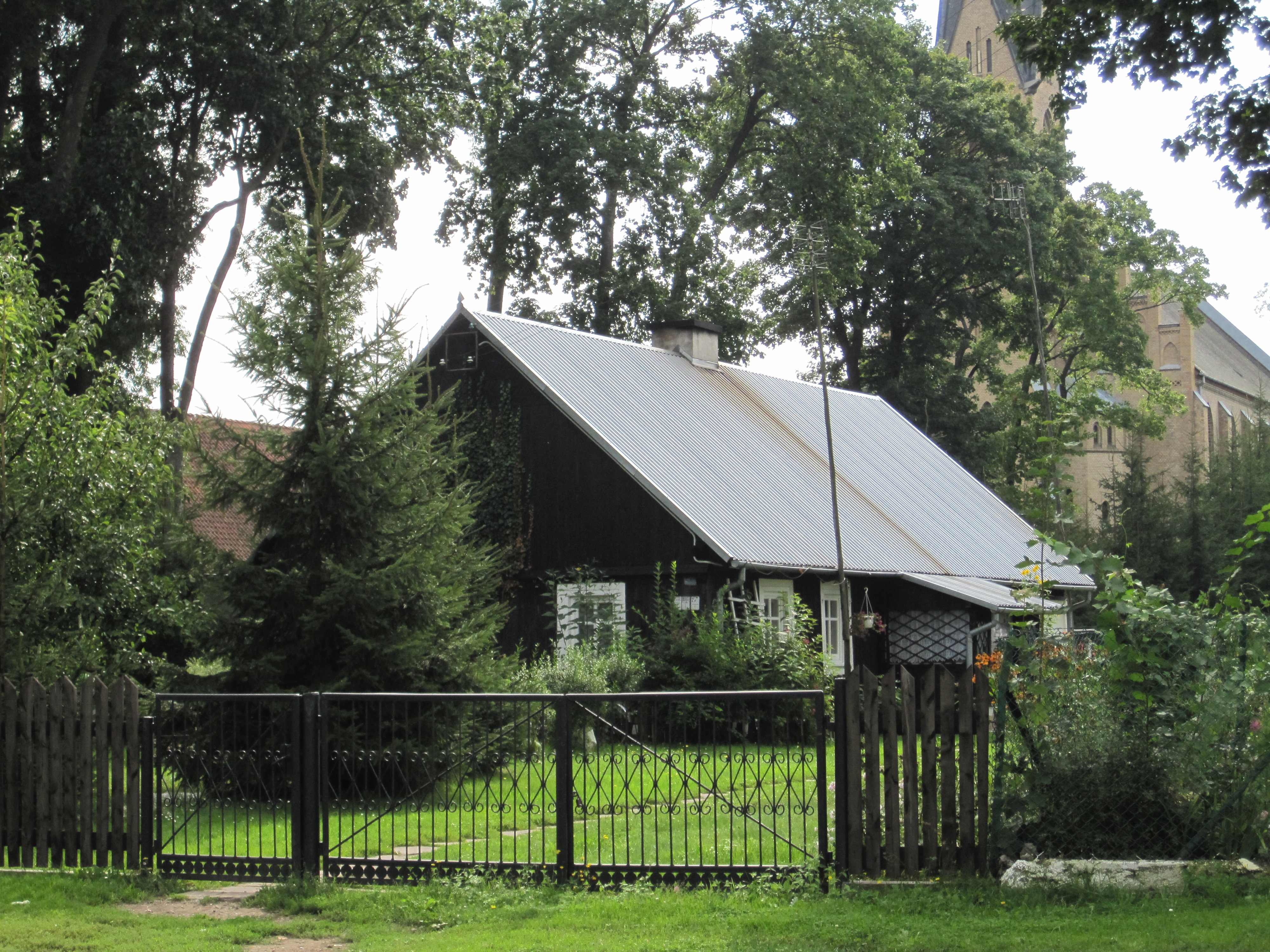
Holzhaus in Rozogi

Das anfänglich Friedrichowen genannte Dorf entstand im Rahmen eines vom brandenburgischen Kurfürsten Friedrich Wilhelm I. im zweiten Viertel des 17. Jahrhunderts veranlassten Kolonisationsprogramms für den Süden Ostpreußens. Mit der Ortsgründung wurde der Schulze Jakob Bieber beauftragt, dem dazu 60 Hufen Land (etwa 1.000 Hektar) zur Verfügung gestellt wurden. 1645 wurde die Fundationsurkunde für ein Schatulldorf ausgestellt, somit war das Dorf unmittelbar dem Herzogtum Preußen unterstellt. Verwaltungsmäßig gehörte es bis 1752 zum Oberländischen Kreis, danach zum Kreis Neidenburg und ab 1815 zum Kreis Ortelsburg. 1665 wurde die erste Kirche errichtet, die allerdings schon 1700 einem Brand zum Opfer fiel. Sie wurde danach durch einen Fachwerkbau ersetzt.
Im Laufe des 18. Jahrhunderts entwickelte sich der Ort, nun Friedrichshof genannt, zu einem florierenden Markt, der vor allem durch den Grenzhandel mit dem nahen Polen begünstigt war. Das war für den preußischen König Friedrich Wilhelm II. Anlass, Friedrichshof 1789 in den Rang eines Marktfleckens zu erheben. Reiche Bernsteinlager entdeckte man 1811 auf einem 2.500 km² großen, westlich von Friedrichshof gelegenen Gebiet. 1885 musste die über 200-jährige Kirche wegen Baufälligkeit einem weiteren Neubau weichen. Diesmal wurde die Kirche im neugotischen Stil mit einem hoch aufragenden Turm errichtet.

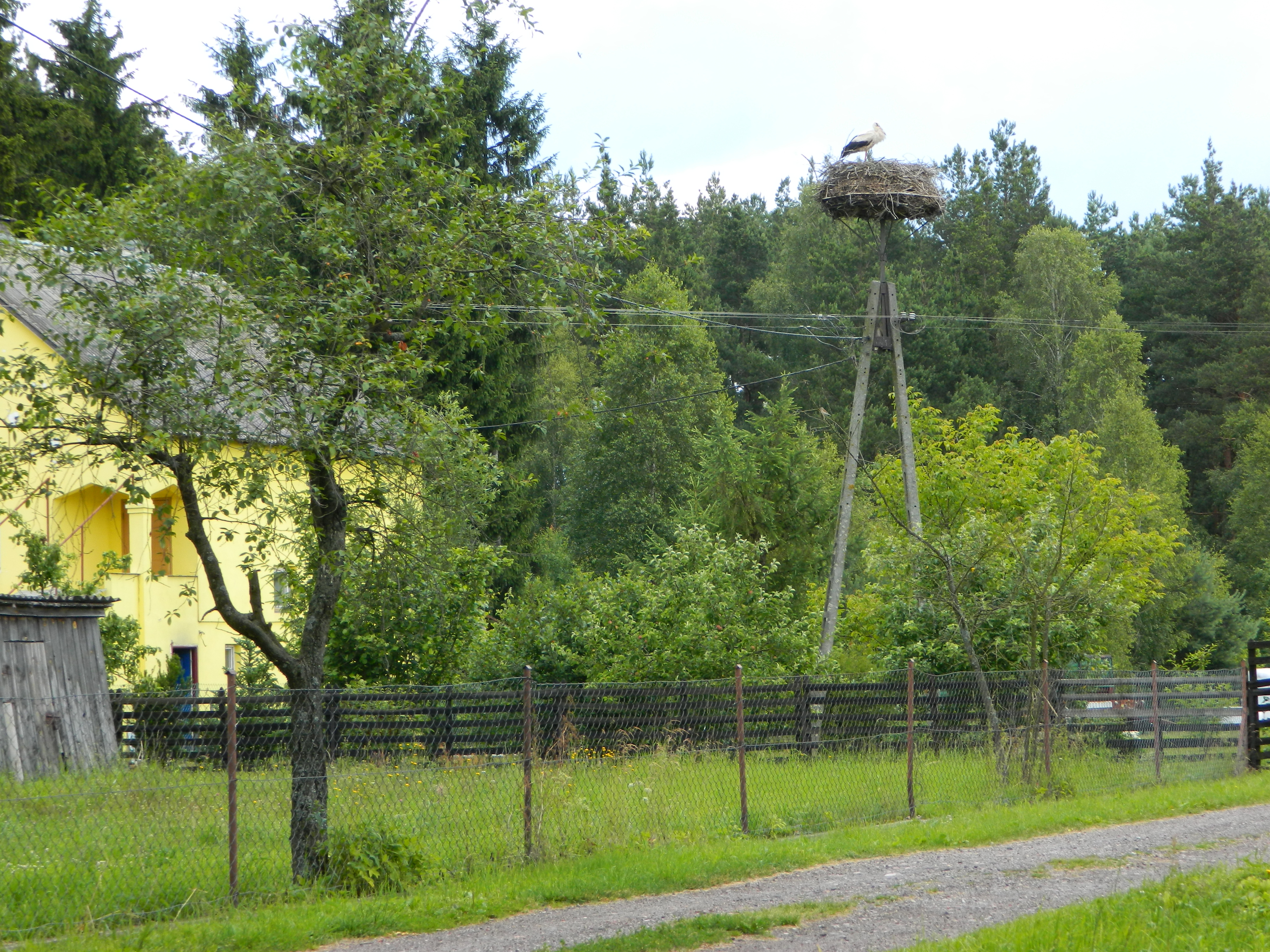
Storchennestidylle in Rozogi

1890 hatte der Ort mit 2.321 Einwohnern seine höchste Einwohnerzahl während seiner deutschen Geschichte erreicht. Zu ihnen gehörten 1.800 Menschen polnischer Nationalität. Die Haupteinnahmequelle war zu dieser Zeit die Viehzucht.
Aufgrund der Bestimmungen des Versailler Vertrags stimmte die Bevölkerung im Abstimmungsgebiet Allenstein, zu dem Friedrichshof gehörte, am 11. Juli 1920 über die weitere staatliche Zugehörigkeit zu Ostpreußen (und damit zu Deutschland) oder den Anschluss an Polen ab. In Friedrichshof stimmten 1480 Einwohner für den Verbleib bei Ostpreußen, auf Polen entfielen keine Stimmen.
Nach dem Ersten Weltkrieg litt Friedrichshof unter der Schließung der Grenze zu Polen und dem damit verbundenen Verlust des einträglichen Grenzhandels. Nach einem Tiefststand von 1.786 Einwohnern im Jahre 1933 wurden 1939 wieder 1.800 Einwohner gezählt. Die meisten von ihnen begaben sich zum Ende des Zweiten Weltkriegs beim Heranrücken der sowjetischen Front zwischen Dezember 1944 und Januar 1945 auf die Flucht nach Westen.
Der Ort wurde im Januar 1945 von der Roten Armee besetzt und anschließend unter polnische Verwaltung gestellt. Der Ortsname wurde in „Rozogi“ geändert.

### Amtsbezirk Friedrichshof (1874–1945)
Am 16. Juli 1874 wurde Friedrichshof Sitz und damit namensgebend für einen Amtsbezirk, der bis 1945 und zum Kreis Ortelsburg im Regierungsbezirk Königsberg (ab 1905: Regierungsbezirk Allenstein) in der preußischen Provinz Ostpreußen gehörte. Eingegliedert waren lediglich zwei Landgemeinden:
| Deutscher Name | Geänderter Name (1938 bis 1945) | Polnischer Name |
| -------------- | ------------------------------- | --------------- |
| Friedrichshof  |                                 | Rozogi          |
| Willamowen     | (ab 1932:) Wilhelmshof          | Wilamowo        |

### 350-Jahr-Feier 1995

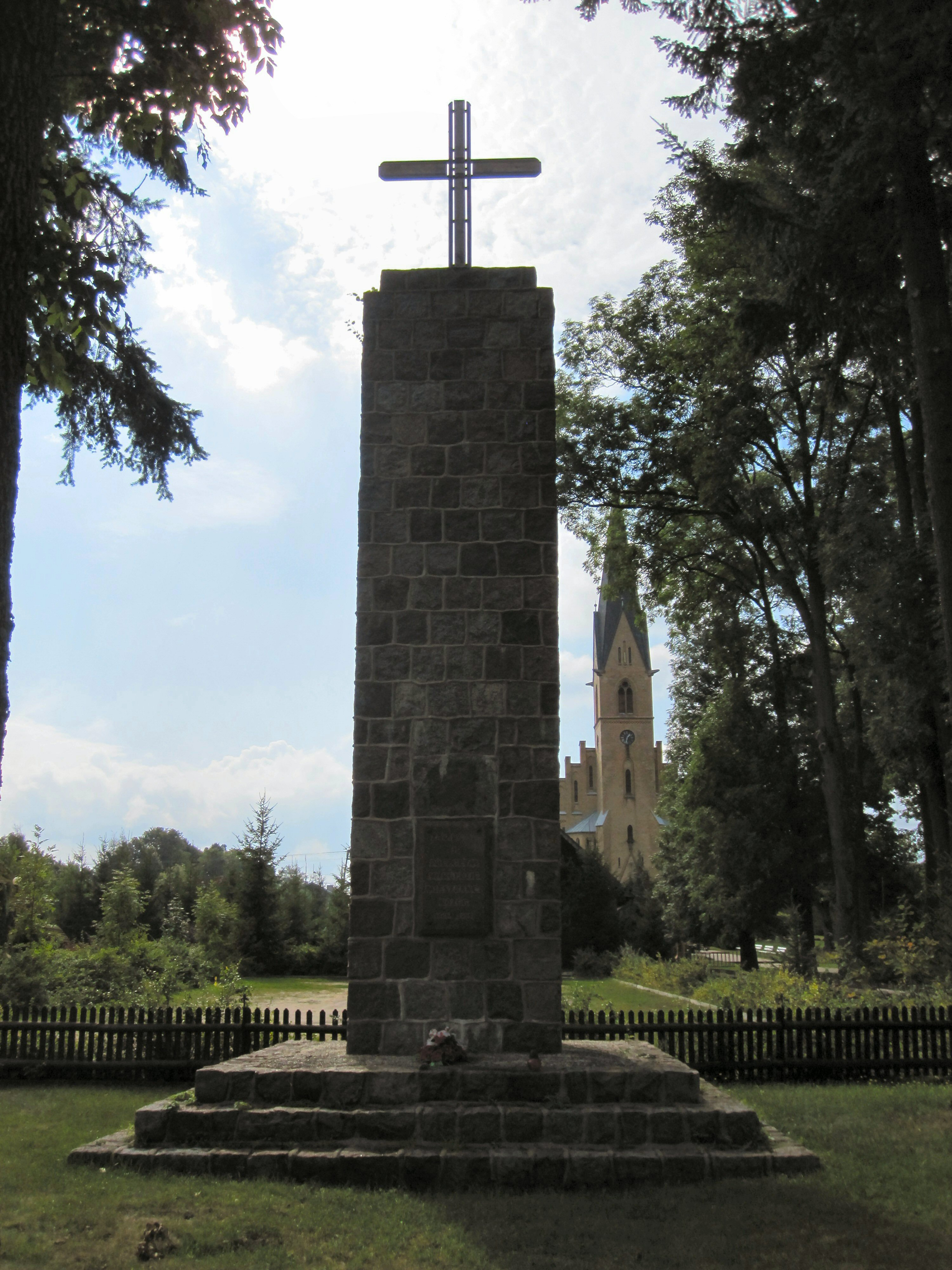
Denkmal für Gefallene 1645–1995

In Rozogi fanden 1995 die Feierlichkeiten zum 350-jährigen Bestehen des Ortes statt. Bei dieser Gelegenheit wurde unter großer Anteilnahme ehemaliger und jetziger Ortseinwohner ein Denkmal enthüllt, mit dem der von 1645 bis 1995 gefallenen Bewohner des Ortes gedacht wird.

## Kirche

### Kirchengebäude
Die heutige St.-Maria-Magdalena-Kirche ist schon das dritte Gotteshaus – nach der ursprünglichen Kirche von 1649, die 1700 abbrannte, und einem Nachfolgebau aus Fachwerk, der 1869 wegen Baufälligkeit abgerissen werden musste. In den Jahren 1882 bis 1885 entstand das heutige Gebäude, das bis 1977 der evangelischen Kirche gehörte und Pfarrkirche des weitflächigen Kirchspiels Friedrichshof war. Es handelt sich um einen neugotischen mit gelben Ziegeln errichteten und mit Schieferschindeln gedeckten Bau mit einem hoch aufragenden, schlanken Turm. Der Maria Magdalena gewidmet ist das Gotteshaus seit 1982 Pfarrkirche für die römisch-katholischen Einwohner Rozogis.

### Evangelische Kirchengemeinde

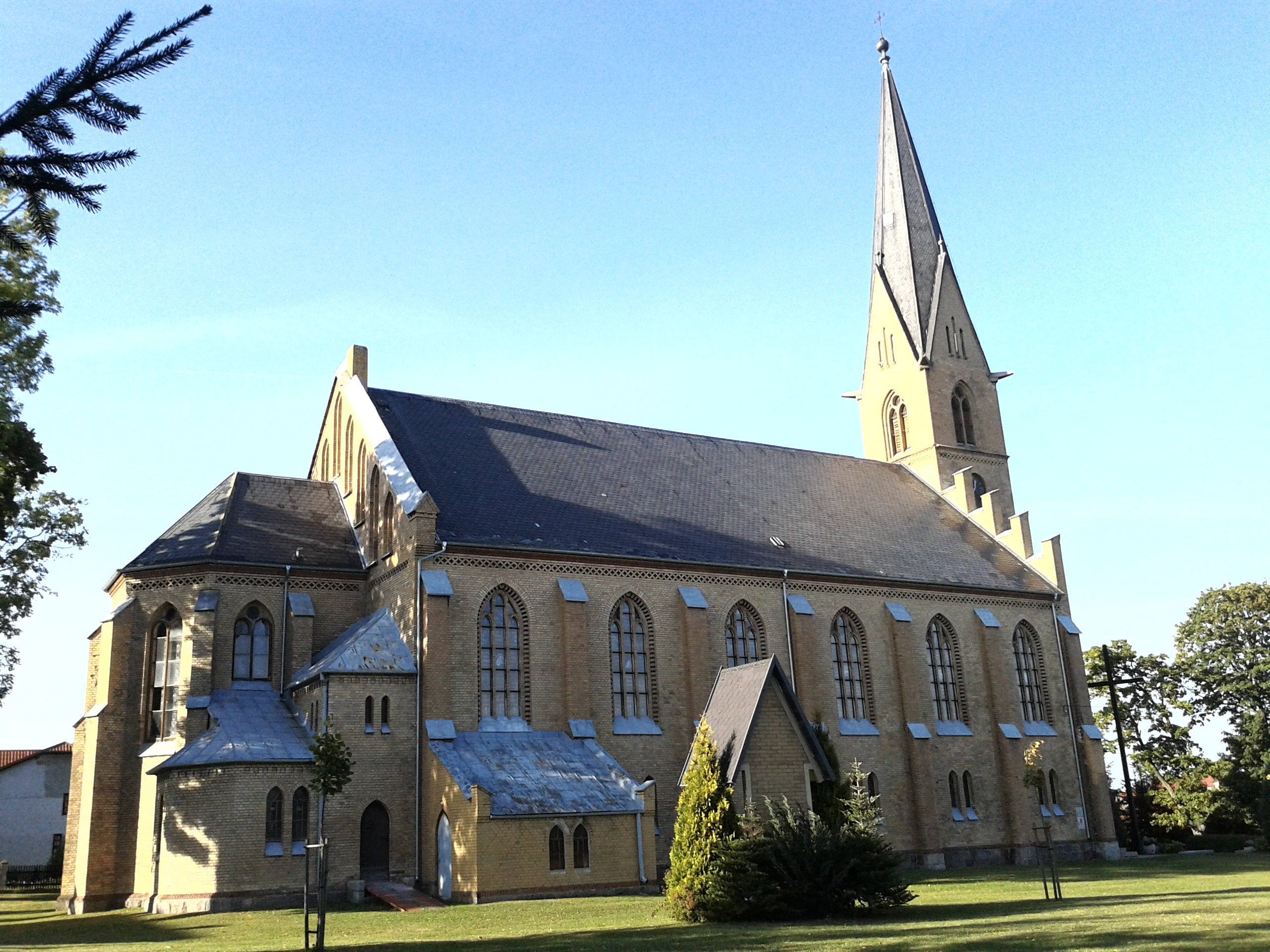
Die Kirche in Rozogi

Nahezu 300 Jahre war das Friedrichshofer Gotteshaus eine evangelische Kirche. Anfangs der Inspektion Rastenburg (polnisch Kętrzyn) zugehörig, war es zuletzt in den Kirchenkreis Ortelsburg (Szczytno) in der Kirchenprovinz Ostpreußen der Kirche der Altpreußischen Union eingegliedert. 1925 gehörten zu seinem Kirchspiel 7200 Gemeindeglieder, die von einem, seit Mitte des 19. Jahrhunderts von zwei Pfarrern betreut wurden. Die kriegsbedingte Flucht und Vertreibung der einheimischen Bevölkerung bedeutete das „Aus“ für die evangelische Kirchengemeinde in dem dann Rozogi genannten Dorf. Heute hier lebende evangelische Einwohner gehören zur Pfarrei in Szczytno innerhalb der Diözese Masuren der Evangelisch-Augsburgischen Kirche in Polen.

### Römisch-katholische Pfarrgemeinde
Im Jahre 1982 wurde in Rozogi eine römisch-katholische Pfarrei gegründet. Nach 1945 waren zahlreiche polnische Neubürger fast ausnahmslos katholischer Konfession in das Dorf gezogen und beanspruchten die bisher evangelische Kirche als ihr Gotteshaus. Vor 1945 mussten die Katholiken Wege bis nach Liebenberg (polnisch Klon) oder noch weitere Wege zu den Kirchen in Ostrołęka bzw. Myszyniec in Kauf nehmen. Die heutige Pfarrei St. Maria Magdalena ist in das Dekanat Rozogi einbezogen, das zum Erzbistum Ermland gehört.

## Wappen des Dorfes

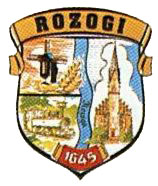
Ehemaliges Dorfwappen von Friedrichshof/Rozogi

Das Ortswappen von Friedrichshof stammte wohl aus der ersten Hälfte des 20. Jahrhunderts. Als Ortsname war vor 1945 „FRIEDRICHSHOF - Ostpreussen“ genannt, der Flusslauf hatte die Kennzeichnung „Rosogga“, und über der Jahreszahl 1645 stand der Vermerk „Gegründet“. Das Wappen zeigte eine Windmühle und Kornähren, darunter eine Dampflokomotive, und gegenüber die Kirche.
Bis 2017 war das Dorfwappen – dann mit veränderter weil polnischer Beschriftung – das Wappen der Gmina Rozogi.

## Schule

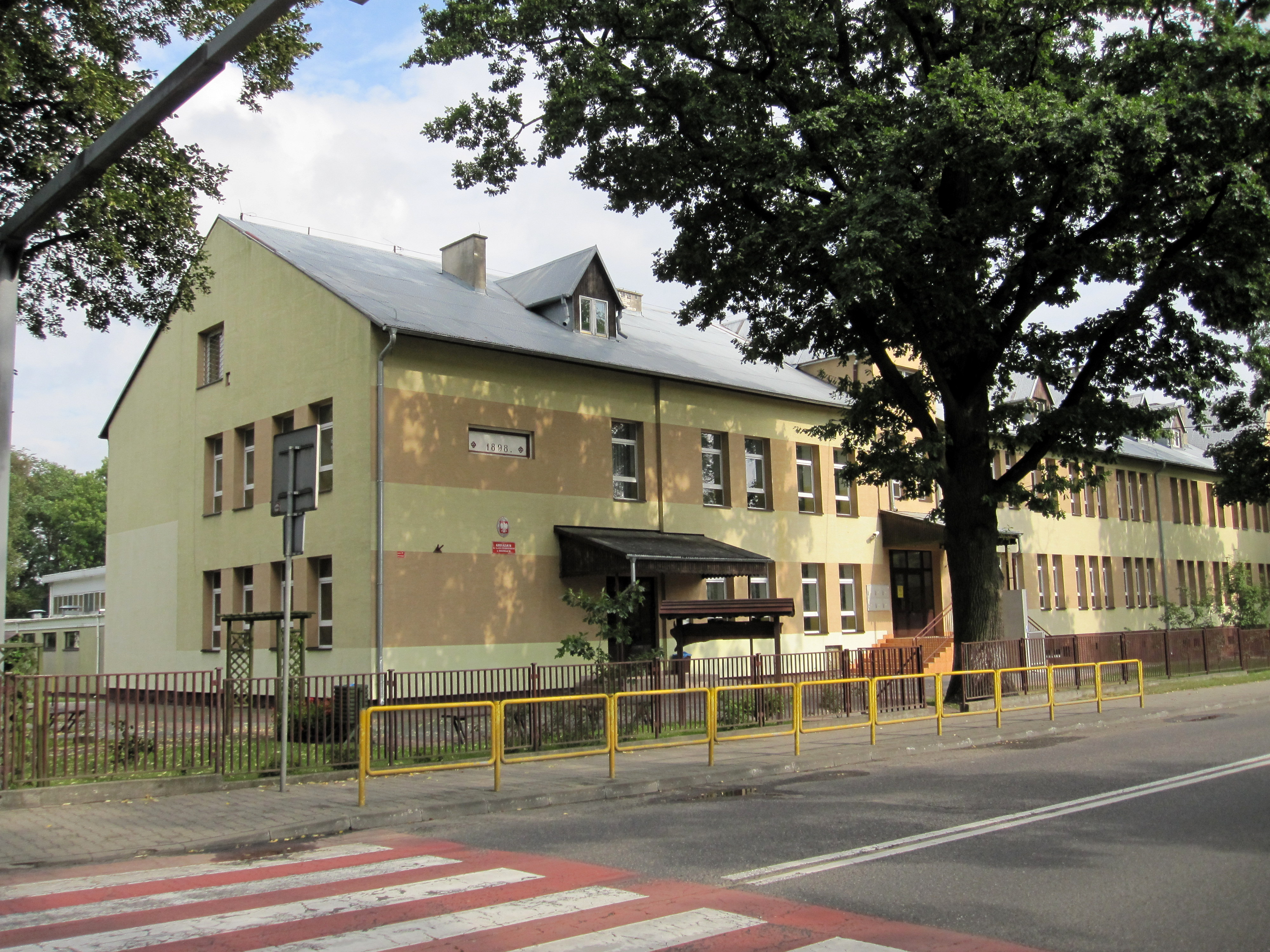
Das Schulgebäude in Rozogi

Bereits unter der Regierung Königs Friedrich Wilhelm  I. wurde in Friedrichshof eine Volksschule gegründet. Sie erhielt im Jahre 1898 ein neues Gebäude gegenüber der Kirche. In ihm wurden sechs Klassen unterrichtet. Der letzte deutsche Schulrektor war Rudolf Spriewald.
1830 erhielt das Dorf ein Lehrerseminar und eine Präparandenanstalt. 1894 wurde das Seminar nach Ortelsburg (polnisch Szczytno), 1898 die Präparandenanstalt nach Mohrungen (Morąg) verlegt.

## Gemeinde

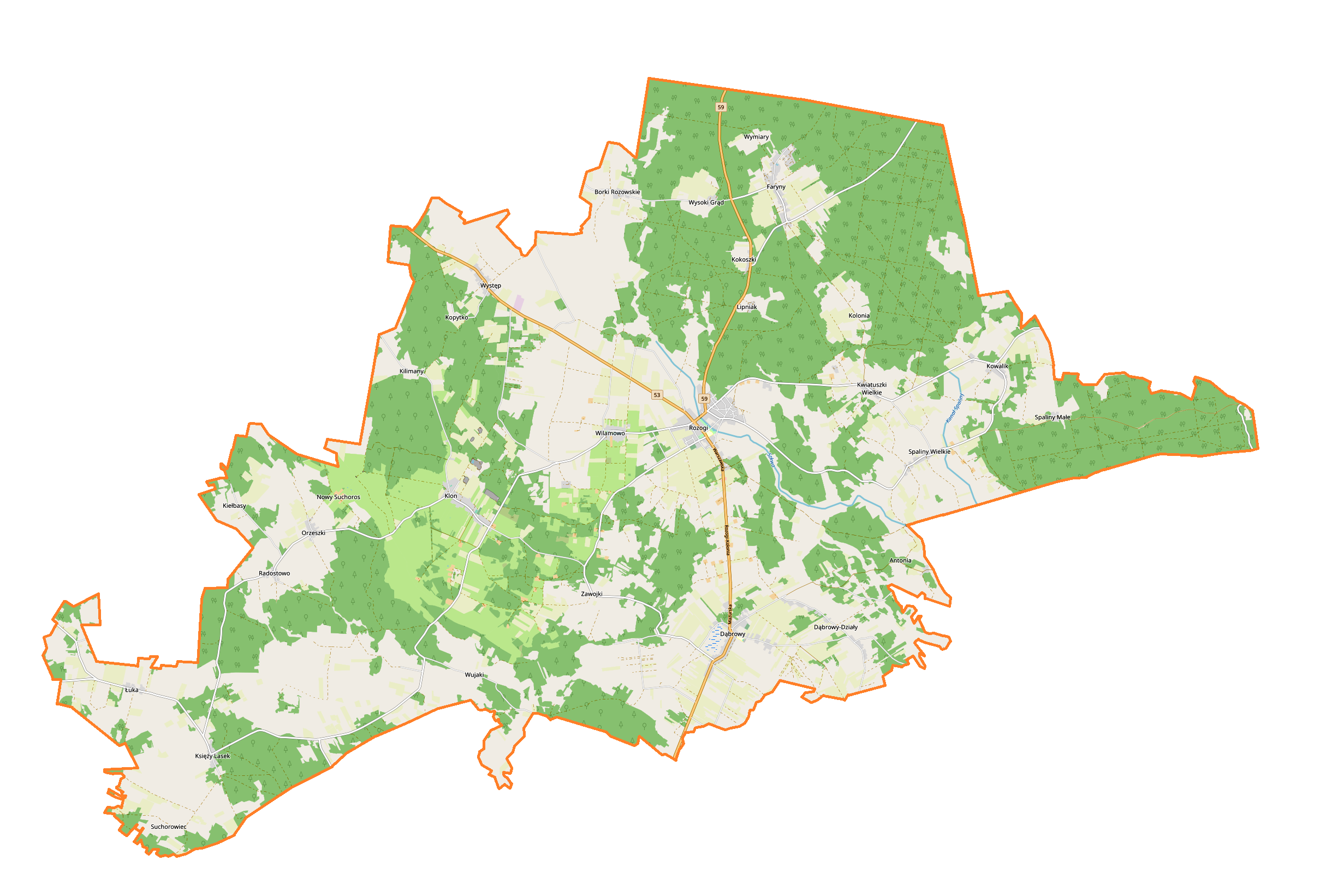
Karte der Gmina Rozogi

Zur Landgemeinde (gmina wiejska) Rozogi gehören das Dorf selbst und 14 weitere Dörfer mit Schulzenämtern (sołectwa). Die Fläche beträgt 224,4 km²

## Verkehr

### Straßen
Durch Rozogi verläuft die polnische Landesstraße 53 (ehemalige deutsche Reichsstraße 134, die hier endete) von Olsztyn (Allenstein) nach Ostrołęka. In Rozogi endet die Landesstraße 59, die von Giżycko (Lötzen) über Mrągowo (Sensburg) nach hier führt. Über kleinere Nebenstraßen ist das Dorf mit der Nachbarregion verbunden.

### Schienen

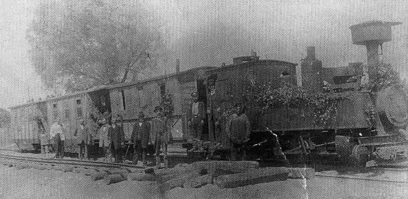
Eröffnung der Ortelsburger Kleinbahn in Friedrichshof

Von 1884 bis 1962 war Friedrichshof resp. Rozogi Bahnstation an der Strecke Puppen–Myszyniec der Ortelsburger Kleinbahn. Die Strecke wurde 1915/16 als Heeresfeldbahn bis Myszyniec und nach 1945 bis Grabowo bei Ostrołęka weitergeführt. 1962 kam das „Aus“ für den nördlichen Streckenteil, 1973 auch für den südlichen Restteil.

## Persönlichkeiten

### Aus dem Ort gebürtig
- Erich Granaß (* 31. Oktober 1877 in Friedrichshof), deutscher Jurist, Mitglied der Berliner Stadtverordnetenversammlung († 1958)
- Janusz Kotowski (* 25. März 1966 in Rozogi), polnischer Politiker, Stadtpräsident in Ostrołęka.

### Mit dem Ort verbunden
- Paul Hensel (1867–1944), deutscher evangelischer Theologe, Mitglied des Preußischen Abgeordnetenhauses, Sachwalter Masurens, war von 1891 bis 1893 Hilfsprediger an der Kirche Friedrichshof[9]
- Herbert Braun (1903–1991), deutscher evangelischer Theologe, als Mitglied der Bekennenden Kirche inhaftiert, Professor für Neues Testament in Berlin und Mainz, war von 1930 bis 1931 Hilfsprediger an der Kirche Friedrichshof.[9]